# Kvillebäckskanalen

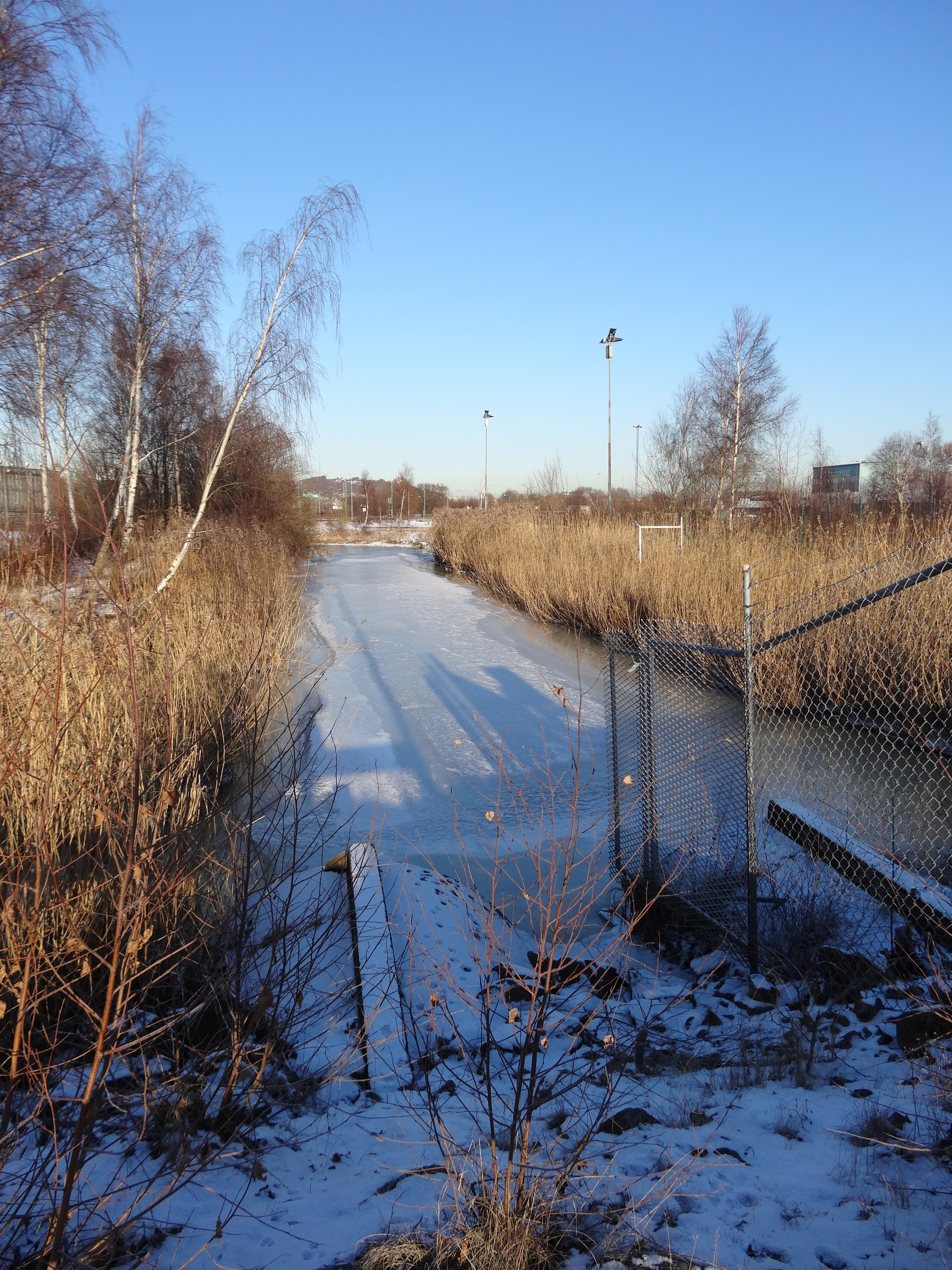
Kvillebäckskanalen nära sitt utlopp.

Kvillebäckskanalen är Kvillebäckens utlopp i Göta älv på Hisingen i Göteborg. Kanalen gick samman med Ringkanalen den sista biten innan det som senare blev Lundbyhamnen mötte. Utloppet var precis mittemot Lilla Bommens hamn på fastlandssidan.
Under 1850-talet påbörjades den långa kanalen vid bäckens södra utlopp, i samband med omfattande muddringsarbeten vid Lundbyvassen och Tingstadsvassen. Kvillebäckens utlopp i kanalen var precis där Göteborgs porslinsfabrik hade sin verksamhet. Kanalens ursprungliga längd motsvarar det område som torrlades.
Vid kanalens utlopp låg den 10 meter breda och öppningsbara Klaffbron, vilken band samman Lundbyvassen med Frihamnen. Innanför den, vid Göteborgs porslinsfabrik, fanns den 10 meter breda och öppningsbara Sannegårdsbron, en järnvägsbro. Nästa bro över kanalen var Backabron, cirka 150 meter innanför. Kanalen var som längst 1 000 meter lång och 50-75 meter bred. År 1923 mätte kanalen 500 meter, och är numera cirka 300 meter lång. Cirka 200 meter uppströms utloppet i Lundbyhamnen är kanalen kulverterad på en kortare sträcka där Lundbyleden, Hamnbanan och Lundby Hamngata passerar.